# Alyctelater
Alyctelater is een geslacht van kevers uit de familie  
kniptorren (Elateridae).
Het geslacht is voor het eerst wetenschappelijk beschreven in 1966 door Laurent.

## Soorten
Het geslacht omvat de volgende soorten:
- Alyctelater australis Laurent, 1974
- Alyctelater longicornis (Boheman, 1851)